# キャシー・ファーガソン
キャシー・ファーガソン（英: Cathy Ferguson、1948年7月22日 - ）は、アメリカ合衆国の競泳選手。1964年の東京オリンピックにおいて、100m背泳ぎと4×100mメドレーリレーで金メダルを獲得した。